# 黄河浮桥遗址
黄河浮桥遗址，位于中国青海省贵德县河西乡格尔加村，为青海省市县级文物保护单位，公布日期为2001年2月19日，类型为古遗址。
黄河浮桥遗址的历史年代为民国。